# Greatest Hits (альбом Эла Грина)
Greatest Hits — сборник лучших песен американского соул-певца Эла Грина, выпущен в апреле 1975 года.

## Об альбоме
Издание 1975 года содержало 10 композиций. Через два года вышел второй том коллекции. В 1995 году Greatest Hits был дополнен пятью треками из второго тома и переиздан лейблом The Right Stuff. На сайте Allmusic переизданию поставили 5 звёзд и назвали «почти идеальным». В 2003 году оно заняло 52-е место в списке «500 величайших альбомов всех времён» по версии журнала Rolling Stone.

## Список композиций
1. «Tired of Being Alone» — 2:50
2. «Call Me (Come Back Home)» — 3:03
3. «I’m Still in Love With You» — 3:12
4. «Here I Am (Come and Take Me)» — 3:09
5. «How Can You Mend a Broken Heart» — 6:21
6. «Let’s Stay Together» — 4:45
7. «I Can’t Get Next to You» — 3:42
8. «You Ought to Be With Me» — 3:15
9. «Look What You Done for Me» — 3:04
10. «Let’s Get Married» — 4:20

### Переиздание 1995 года
1. «Tired of Being Alone» — 2:50
2. «Call Me (Come Back Home)» — 3:03
3. «I’m Still in Love With You» — 3:12
4. «Here I Am (Come and Take Me)» — 3:09
5. «Love and Happiness» — 5:01
6. «Let’s Stay Together» — 4:45
7. «I Can’t Get Next to You» — 3:42
8. «You Ought to Be With Me» — 3:15
9. «Look What You Done for Me» — 3:04
10. «Let’s Get Married» — 4:20
11. «Livin’ for You» — 3:09
12. «Sha La La (Make Me Happy)» — 2:59
13. «L-O-V-E (Love)» — 3:06
14. «Full of Fire» — 3:27
15. «Belle» — 4:47